# 斯萬特·阿瑞尼斯
斯万特·奥古斯特·阿累尼乌斯（1859年2月19日—1927年10月2日），瑞典化学家。提出了电解质在水溶液中电离的阿累尼乌斯理论，研究了温度对化学反应速率的影响，得出阿累尼乌斯方程。由于在物理化学方面的杰出贡献，獲頒1903年诺贝尔化学奖。
阿累尼乌斯是第一个利用物理化学原理来估计大气二氧化碳增加在多大程度上导致地球表面温度升高的人。 他的工作对现代气候科学的出现发挥了重要作用。在 20 世纪 60 年代，查尔斯·大卫·基林 (Charles David Keeling) 可靠地测量了空气中二氧化碳的含量，表明二氧化碳的含量正在增加，并且根据温室假设，这足以导致严重的全球变暖。
阿累尼乌斯方程、阿累尼乌斯酸、阿累尼乌斯碱、月球陨石坑阿累尼乌斯、火星阿累尼乌斯陨石坑、阿累尼乌斯山和斯德哥尔摩大学阿累尼乌斯实验室均被如此命名，以纪念他对科学的贡献。

## 早年
阿累尼乌斯出生于瑞典乌普萨拉附近的威克，父亲斯万特·古斯塔夫曾是乌普萨拉大学的土地测量员。阿累尼乌斯自幼喜欢数学，8岁进入教会学校，充分表现出在数学和物理上的天赋。1876年从学校毕业，进入乌普萨拉大学。在大学中，阿累尼乌斯对于当时的物理和化学教学不满，1881年他进入斯德哥尔摩的瑞典科学院物理研究所，在埃里克·埃德隆德指导下进行研究，主要方向是电解质的导电性。
经过大量实验和理论上的思考，阿累尼乌斯于1884年向乌普萨拉大学提交了150页的博士毕业论文，通过离子的概念解释了的电解质溶液导电机理，解释了为什么固体盐类不能导电，而他们的溶液可以导电。很多概念至今仍在沿用，这些工作后来也为他获得了诺贝尔化学奖。但当时负责评审的教授如他的导师佩尔·特奥多尔·克莱韦只给了他勉强通过的分数。阿累尼乌斯将文章寄给了当时物理化学研究的领袖人物，如鲁道夫·克劳修斯、威廉·奥斯特瓦尔德与雅各布斯·亨里克斯·范托夫，得到很高评价。

## 离子解离
在乌普萨拉大学，他对物理系的首席导师、化学系唯一能指导他的教员佩尔·特奥多尔·克莱韦不满意，于是1881年前往位于斯德哥尔摩的瑞典科学院物理研究所学习，跟着物理学家埃里克·艾德伦德从事研究工作。
他的工作重点是电解质的电导率。 1884年，基于这项工作，他向乌普萨拉大学提交了一篇长达150页的关于电解电导率的博士论文。一开始他的论文未给教授们（包括佩尔·特奥多尔·克莱韦）留下好印象，只获得第四等的成绩；后来他通过论文答辩，获得三等学位。 这项工作的进一步研究为他赢得了 1903 年诺贝尔化学奖。
阿累尼乌斯在他 1884 年的论文中提出了 56 条论点，其中大部分至今仍被接受，未作修改或部分修改。 论文中最重要的想法是他对固体结晶盐在溶解时分解成成对带电粒子这一事实的解释，为此他赢得了 1903 年诺贝尔化学奖。阿累尼乌斯解释说，在形成溶液时，盐分解成带电粒子，法拉第多年前将其命名为离子。
法拉第认为，离子是在电解过程中产生的，即需要外部直流电源才能形成离子。阿累尼乌斯认为，即使没有电流，盐的水溶液中也含有离子。 因此他提出溶液中的化学反应是离子之间的反应。
这篇论文没给乌普萨拉大学的教授留下深刻的印象，但阿累尼乌斯将其发给欧洲几位正在开发物理化学新科学的教授，例如克劳修斯、奥斯特瓦尔德和范特霍夫，他们非常重视，奥斯特瓦尔德甚至来到乌普萨拉大学说服阿累尼乌斯加入他在里加的研究团队。 但阿累尼乌斯拒绝了，因为他更愿意在瑞典-挪威停留一段时间（他的父亲病得很重，将于 1885 年去世），并且已收到乌普萨拉大学的任命。
在其离子理论的扩展中，阿累尼乌斯 1884 年提出了酸和碱的定义。他认为酸是在溶液中产生氢离子的物质，碱是在溶液中产生氢氧根离子的物质。

## 中年
1885年之后阿累尼乌斯得到了一笔旅行资金，使得他可以到里加与奥斯特瓦尔德、到维尔伍茨与弗里德里希·科尔劳施；到格拉茨与玻尔兹曼；到阿姆斯特丹与范特霍夫一起进行短期的研究。此时阿累尼乌斯的注意力在化学反应速率问题上，通过与这些科学家的交流，他提出了活化能这一概念，对化学反应常常需要吸热才能发生这一现象给出了解释，并给出了描述温度、活化能与反应速率常数关系的阿累尼乌斯方程。1891年阿累尼乌斯回到瑞典，担任斯德哥尔摩大学学院讲师（现斯德哥尔摩大学）。1895年升为教授，1896年任校长。
进入二十世纪后阿累尼乌斯关于电解质溶液的理论逐渐被承认，此时他的研究方向已经转向生理学。希望通过化学理论解释生理学的问题。1904年他在美国加州发表演讲，讨论用物理化学方法研究毒素和解毒物质产生过程的可能性。

## 社会活动
1900年起阿累尼乌斯参与到创立诺贝尔基金会和诺贝尔奖的活动中。1901年他被选为瑞典皇家科学院院士，后一直是诺贝尔物理奖委员会委员和化学奖委员会的事实委员。他运用自己的地位试图阻拦一些科学家得奖，例如沃尔瑟·能斯特和德米特里·门捷列夫。1903年被授予诺贝尔化学奖。1905年诺贝尔物理研究所建立，阿累尼乌斯一直担任所长到1927年退休。